# Hreadî, Ivanîci
Hreadî (în ucraineană Гряди) este localitatea de reședință a comunei Hreadî din raionul Ivanîci, regiunea Volînia, Ucraina.

## Demografie
Componența lingvistică a localității Hreadî
     Ucraineană (98,72%)
     Rusă (1,03%)
     Alte limbi (0,13%)
Conform recensământului din 2001, majoritatea populației localității Hreadî era vorbitoare de ucraineană (98,72%), existând în minoritate și vorbitori de rusă (1,03%).